# De Paleisrapsodie
De Paleisrapsodie is een compositie die Aulis Sallinen voltooide in 1996.
Sallinen componeerde weleens werken, die als tussendoortje moesten worden beschouwd. Hij had net zijn opera Het Paleis afgerond toen hij een opdracht kreeg van twee harmonieorkesten of soortgelijke ensembles, het Royal Northern College of Music Wind Ensemble uit Manchester en de College Band Directors National Association uit de Verenigde Staten. Sallinen leverde een werk op dat niet al te zwaar van geest mocht zijn, want het moest gespeeld worden door jeugdige muzikanten. Hij kon dus niet zomaar een aantal muzikale fragmenten uit zijn opera overzetten naar deze rapsodie. Kwam met een rapsodie die naast verschillende muzikale fragmenten ook diverse muziekstijlen laat horen. De opening is een thema dat ook gebruikt kon worden door minimal music-componisten als John Adams of Steve Reich, strak ritme met wiegende muziek. Vervolgens komen ook nog tango (een Finse muzikale liefhebberij van de componist) en typische showbandmuziek voorbij.
Het werk kreeg haar eerste uitvoering door het orkest uit Manchester onder leiding van Tim Reynish op een muziekfestival in Cheltenham.

## Orkestratie
- 3 dwarsfluiten waarvan ook 1 piccolo, 3 hobo’s ; 3 klarinetten, die ook esklarinet, basklarinet, altsaxofoon en tenorsaxofoon bespelen, altsaxofoon, baritonsaxofoon, 3 fagotten waaronder een contrafagot;
- 4 hoorns, 3 trompetten, 3 trombones, 1 tuba,
- pauken en 3 man / vrouw percussie; harp en piano
- geen strijkinstrumenten

## Discografie
- Uitgave CPO: leden van Staatphilharmonie Rheinland-Pfalz o.l.v. Ari Rasilainen opname 2004

## Bron
- de compact disc
- FIMIC voor première
- ChesterNovello voor instrumentatie